# Палац культури металургів (Донецьк)
47°58′53″ пн. ш. 37°46′56″ сх. д. / 47.981406° пн. ш. 37.782115° сх. д.

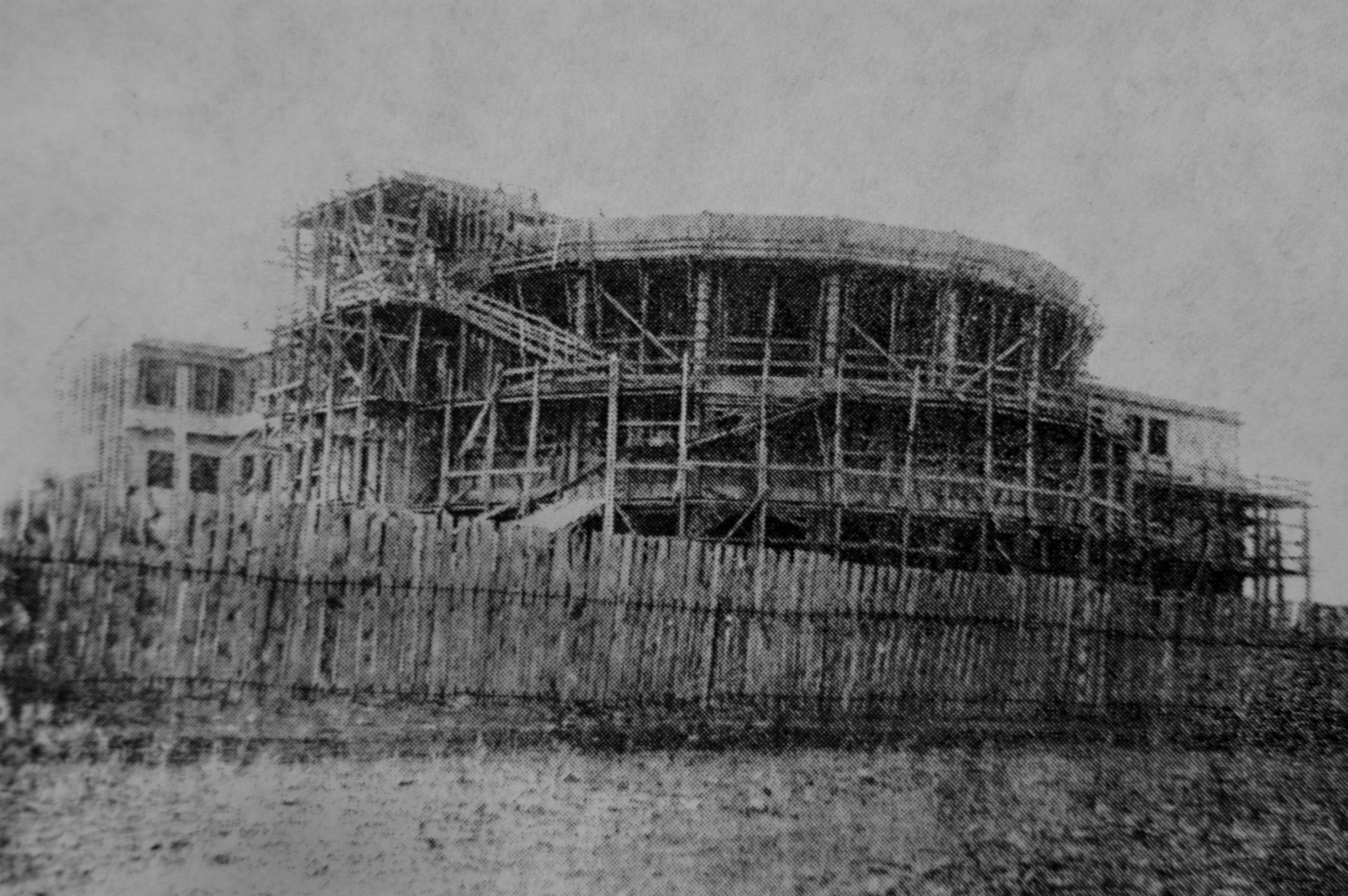
Початок будівництва ПК імені Леніна. 1925 рік.

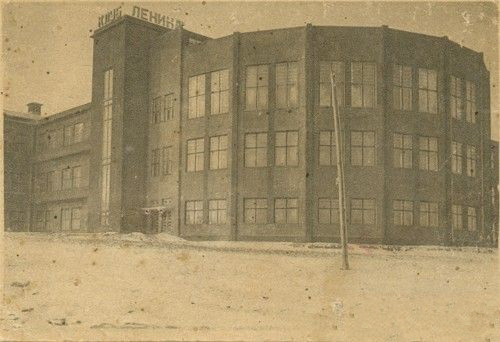
Будівля клубу імені Леніна. 1930 рік.

Палац культури металургів (колишній клуб імені Леніна, палац культури імені В. І. Леніна) розташований у Ленінському районі Донецька за адресою вул. Куйбишева-67 і належить донецькому металургійному заводу .
Один із перших робочих клубів Донецька  .

## Історія
Будівля зведена в 1929 році в стилі конструктивізму за проектом архітектора Олександра Івановича Дмитрієва з Ленінграда . Її в момент будівництва оточувала одноповерхова забудова, тому триповерхова будівля ПК, яка до того ж знаходиться на височині, виділялася серед оточення, а в темний час доби ще й здійснювалося підсвічування. Більшу частину фасаду займали віконні отвори , великі площини скла поєднуються з глухими поверхнями стіни  .
Клуб ділиться на видовищну та клубну частини. У видовищній частині знаходиться зал для глядачів на 1200 місць. У клубній частині знаходяться лекційний зал, бібліотека з книгосховищем, балетна студія, зимова зала для проведення танцювальних вечорів та 25 аудиторій для гуртків. Монолітні залізобетонні перекриття пов'язані з розмірами та призначенням всіх приміщень, архітектурне трактування інтер'єрів яких пов'язане з художнім осмисленням перекриттів. У залі бібліотеки — прості квадратні кесони, у залі балетної студії — балки з утами, у лекційному залі — десять залізобетонних балок, що розходяться від центру напівкруглої зали у вигляді віяла  . Стіни та колони були оформлені комбінованими панелями з дуба та горіха та великими дзеркалами  .
На початку 1930-х років, за участю місцевих жителів, біля палацу культури був розбитий великий парк з алеями, газонами, ігровими майданчиками для дітей та дорослих, а в штат клубу прийнято садівника, що доглядав парк  .
У північній частині клубу були радіовузол, студія радіомовлення та майстерня з ремонту репродукторів. Радіовузол обслуговував близько дванадцяти тисяч абонентів, а радіостудія вела передачі місцевого радіомовлення, серед яких передачі виступів мистецької самодіяльності в клубі  .
З 23 червня 1941 року у зв'язку з початком Великої Вітчизняної війни в клубі було створено мобілізаційний пункт, на основі якого формувалися шахтарські полки з місцевих жителів  .

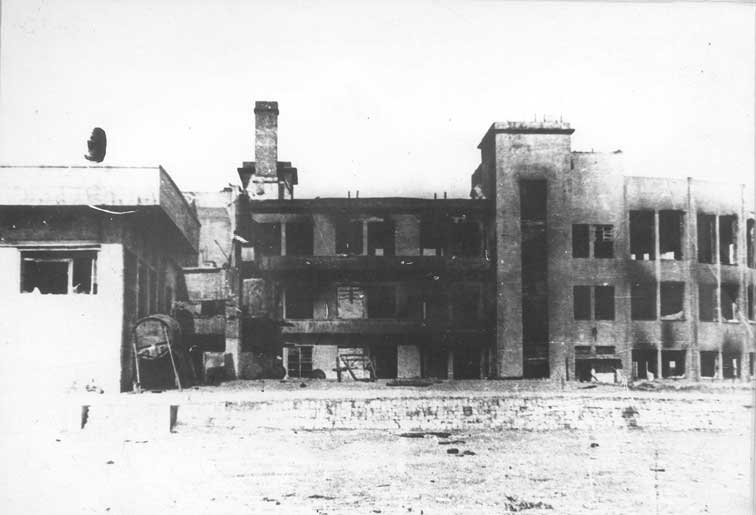
Будівля клубу імені Леніна після визволення Донецька

Під час німецької окупації Донецька у роки Великої Вітчизняної війни будівля входила до складу концентраційного табору для радянських громадян. У його приміщеннях було розміщено кімнати допитів, тортур, адміністративні приміщення концентраційного табору. 1943 року при відступі німці намагалися знищити сліди і сильно пошкодили будівлю — прибрали перекриття у багатьох місцях. Остів будівлі без вікон простояв до початку 1950-х років, після чого почалися роботи з відновлення  . Відновлено будівлю було в 1955 році   .
Серед загиблих у концтаборі був український радянський письменник Яків Дем'янович Качура, на згадку про нього на будівлі встановлено меморіальну дошку.
Померлих у концтаборі ховали у парку біля Палацу культури металургів. На місці могил було встановлено невелику скульптурну пам'ятку. 1956 року донеччанами на місці могил загиблих у концтаборі було насипано пагорб. У 1965 році до 20-річчя Перемоги над фашистською Німеччиною на пагорбі встановили монумент « Жертвам фашизму »  , на честь загиблих у Великій Вітчизняній війні . Автори монумента — скульптор Леонід Артемович Бринь та архітектор Юрій Можчиль .
Пам'ятник являє собою три дванадцятиметрові пілони, які об'єднані між собою бронзовим вінком. На гору пагорба зроблено п'ятдесят сходинок. Між пілонами був розташований вічний вогонь (запалювався лише у свята). 2007 року вандали зруйнували вічний вогонь, але потім його було відновлено. Спочатку пілони були облицьовані червоним гранітом, але згодом гранітні плити стали відвалюватися і облицювання було замінено на алюмінієвий металопрокат  .

Щорічно біля монумента святкуються День Перемоги та День визволення Донбасу . Зйомки пам'ятника увійшли до фільму-концерту 1970 року за участю Тамари Міансарової «Сонячна балада ».

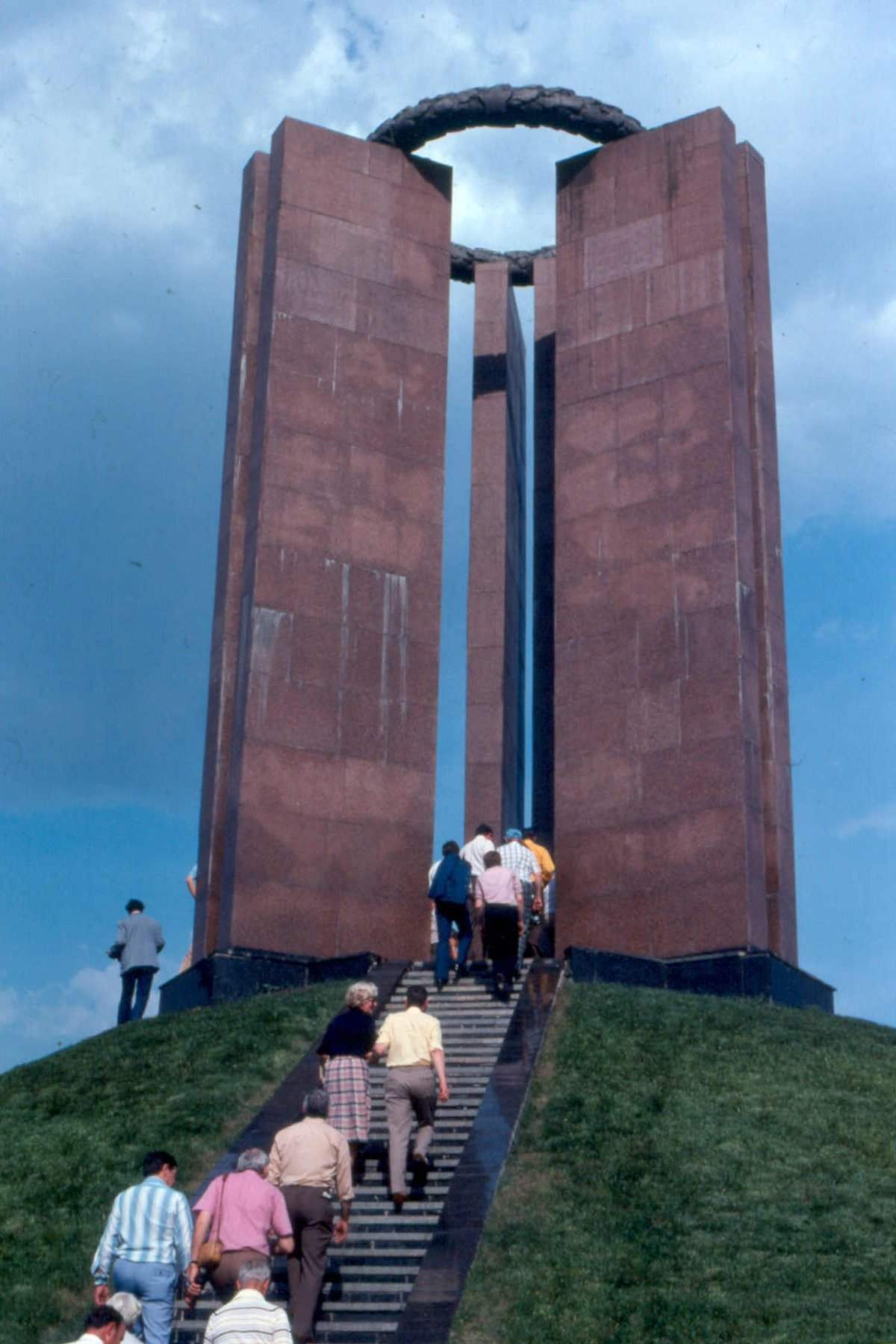
Фотографія пам'ятника, зроблена 1979 року. Пілони ще облицьовані червоним гранітом
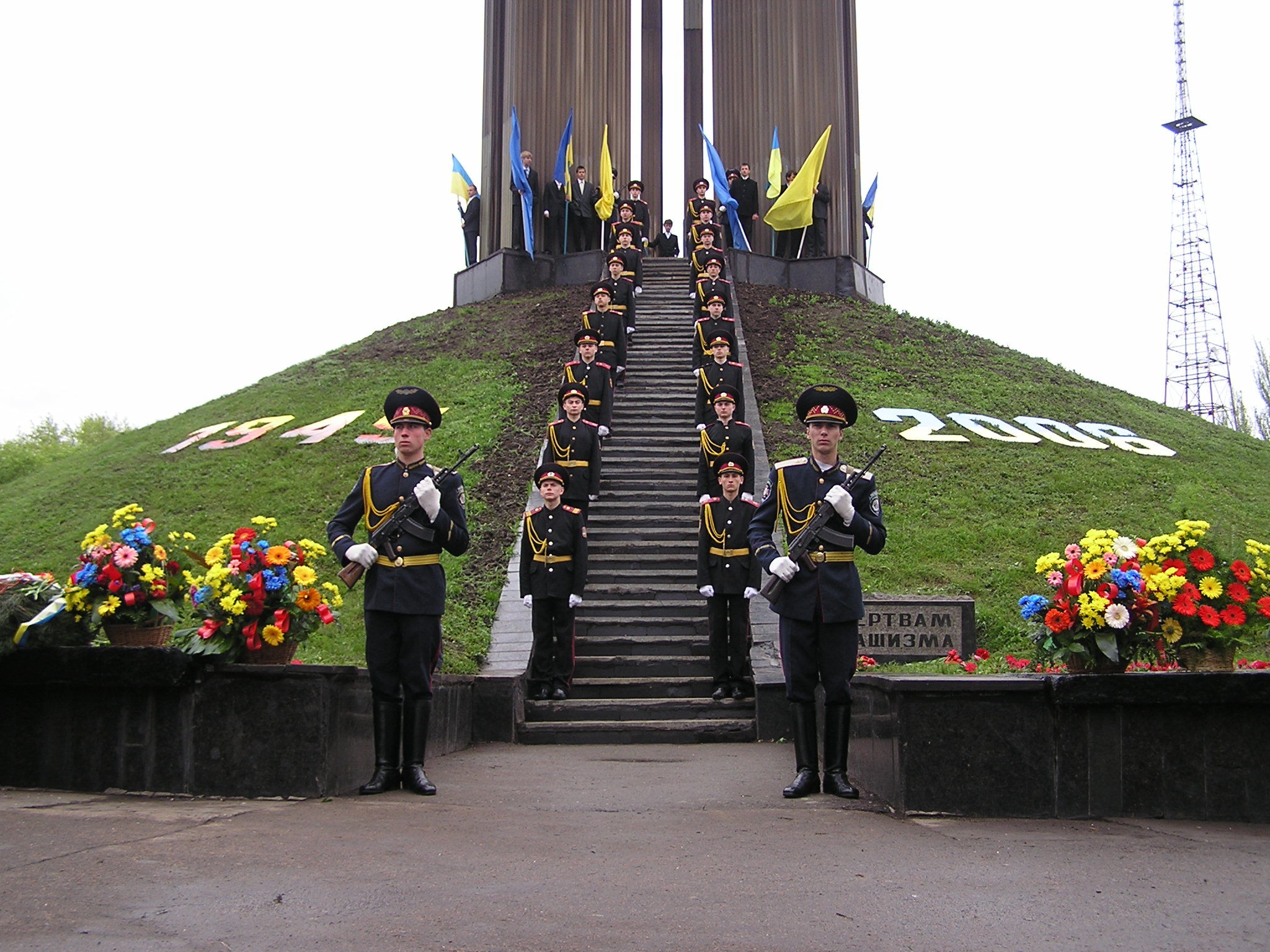
Святкування Дня Перемоги біля монумента

У середині 1990-х років у будівлі палацу культури було відкрито один із перших нічних клубів міста  .
5 січня 2010 року на фасаді будівлі, на висоті двадцять метрів, було встановлено вітраж з іконою Святителя Миколая Чудотворця . Після встановлення ікону освятив Георгій Гуляєв, для чого йому довелося підніматися на платформі будівельної стріли. Вітраж зібраний із пластикових елементів. Роботи над його створенням велися  півтора місяця силами кількох художньо-дизайнерських груп. Розміри вітража: 1,5 на 2,5 метри. Є підсвічування у темний час доби. Також у парку перед палацом культури планується збудувати меморіальну каплицю або поклонний хрест, на честь загиблих у концентраційному таборі    .
Біля палацу культури знаходився дитячий майданчик, виконаний у стилістиці давньоруської фортеці. 24 травня 2011 року її було зруйновано у зв'язку з реконструкцією ПК. На її місці заплановано будівництво православного храму. Також планується будівництво двох нових майданчиків у сквері біля ПК  .

## Творчі організації
- фотоклуб «Об'єктив»